# Efraim Sneh
Efraim Sneh (hebreo: אפרים סנה; Tel Aviv, 19 de septiembre de 1944) es un político y médico israelí. Miembro de la Knéset en representación del Partido Laborista, y sirvió brevemente en el actual Gobierno como Ministro de Defensa.
Nació en Tel Aviv en 1944, es hijo de Moshe Sneh, uno de los jefes de Haganá. Su padre fue elegido para la primera Knéset como representante de Mapam, antes de desertar a Maki, el partido comunista israelí.
Sirvió en el Batallón de infantería Nahal de 1962 a 1964. Estudió medicina en la Universidad de Tel Aviv, y se especializó en medicina interna. Una vez que terminó sus estudios regresó al servicio militar como médico de batallón, luego como médico de la Brigada de Paracaidistas. En la guerra de Yom Kipur (1973) mandó una unidad médica de brigada en la Batalla de La Granja China, y en las batallas al oeste del canal de Suez. Sneh también dirigió a la misión médica de la Operación Entebbe, se desempeñó como comandante de la Unidad 669, unidad le la Fuerza Aérea, y como comandante de la zona de seguridad en el sur del Líbano. Su último papel en el de las Fuerzas de Defensa Israelíes fue el de jefe de la administración civil de Cisjordania.
En diciembre de 1987, ya por fura del Ejército, se unió al Partido Laborista. De 1988 a 1994 se desempeñó al interior de muchas delegaciones específicamente relacionados con dirigentes palestinos. En 1992, Sneh fue elegido miembro de la Knéset, actuando como Ministro de Salud desde 1994 hasta 1996. En 1999 fue nombrado Viceministro de Defensa, y en 2001 fue nombrado Ministro de Transporte.
Sneh se destacó en su oposición a la retirada del sur del Líbano, a pesar de que finalmente aceptó la decisión del primer ministro Ehud Barak. En general, Sneh es considerado un "halcón" en el Partido Laborista, a pesar de que no suscitó objeciones a Barak de largo alcance por los planes de paz en las negociaciones con los palestinos.